# هالة بوكساني
هالة بوكساني هي لاعبة ريشة طائرة جزائرية وُلدت في 30 يوليو 2000، وصنّفها الاتحاد العربي للريشة الطائرة كأفضل لاعبة عربية في الريشة الطائرة في عام 2018، 

## التصنيف
احتلت هالة بوكساني مع مواطنتها ليندا مازري المركز الثاني عربيًا في منافسات زوجي السيدات في يونيو 2019 وفقًا لتصنيف الاتحاد العربي للريشة الطائرة بعدما نجحتا في حصد 4120 نقطة  نقطة من بطولتين، وفي فبراير 2020 صُنفت هالة بوكساني كخامس أفضل لاعبة ريشة طائرة عربية في منافسات فردي السيدات بعدما نجحت في جمع ٦٨٤١ نقطة من سبعة مشاركات.

## المشاركات والميداليات
انضمت هالة بوكساني إلى المنتخب الجزائري لكرة الريشة الطائرة في عام 2009، وخاضت أولى مشاركاتها على المستوى الدولي في عام 2013. شاركت هالة بوكساني بعد ذلك في بطولة أفريقيا للريشة الطائرة وحصلت منها على الميدالية البرونزية برفقة زميلتها ليندا مازري في منافسات زوجي السيدات في عام 2018، وفي نفس العام شاركت في دورة الالعاب الإفريقية للشباب حيث تمكنت من حصد ثلاث ميداليات ذهبية في منافسات الفرق والفردي والزوجي. وفي عام 2019 شاركت هالة بوكساني في دورة الألعاب الأفريقية التي أقيمت بمدينة الرباط في المغرب، وفازت فيها بالميدالية الفضية في منافسات الفرق المختلطة. وفي عام 2023 شاركت هالة بوكساني في دورة الألعاب العربية التي أقيمت في العاصمة الجزائرية الجزائر حيث تمكنت من حصد الميدالية الفضية في منافسات زوجي السيدات، بالإضافة إلى الميدالية البرونزية في منافسات الزوجي المختلط على حين خرجت من الدور ربع النهائي ولم تتمكن من حصد أي ميدالية في منافسات فردي السيدات بعد خسارتها أمام اللاعبة الأردنية مريم أبو عرة. ويوضح الجدول التالي أهم المُسابقات والبطولات التي شاركت فيها هالة بوكساني، وأبرز الميداليات والألقاب التي حققتها في البطولات والمسابقات المختلفة:
| العام | المسابقة                                         | المكان                        | المنافسات              | الترتيب/الميدالية                   | ملاحظات |
| ----- | ------------------------------------------------ | ----------------------------- | ---------------------- | ----------------------------------- | --- |
| 2016  | بطولة أفريقيا للريشة الطائرة للناشئين            | الدار البيضاء، المغرب         | منافسات فردي الفتيات   | المركز الأول (الميدالية الذهبية)    | فازت في المباراة النهائية على مواطنتها ليندا مازري بمجموعتين مقابل لا شيء (21-10 ، و21-9)                                                                                |
| 2016  | بطولة البحر المتوسط للريشة الطائرة للناشئين      | القاهرة، مصر                  | منافسات فردي الفتيات   | المركز الثاني (الميدالية الفضية)    | |
| 2017  | بطولة إثيوبيا الدولية للريشة الطائرة             | أديس أبابا، إثيوبيا           | منافسات زوجي السيدات   | المركز الثاني (الميدالية الفضية)    | خسرت برفقة زميلتها ليندا مازري في المباراة النهائية أمام اللاعبتين السريلانكيتين ليكا شياني وادوثانتري كافنديكا بيناري دي سيلفا بمجموعتين مقابل لا شيء (21-17) ، (21-17) |
| 2017  | بطولة جنوب إفريقيا الدولية للريشة الطائرة للشباب | جوهانسبرغ، جنوب إفريقيا       | منافسات فردي الفتيات   | المركز الأول (الميدالية الذهبية)    | فازت في المباراة النهائية على اللاعبة جوانيتا شولتز بمجموعتين مقابل مجموعة واحدة (21-12) ، (8-21) ، (21-19)                                                              |
| 2017  | بطولة جنوب إفريقيا الدولية للريشة الطائرة للشباب | جوهانسبرغ، جنوب إفريقيا       | منافسات زوجي الفتيات   | المركز الأول (الميدالية الذهبية)    | فازت برفقة زميلتها ليندا مازري في المباراة النهائية على اللاعبتين الجنوب إفريقيتين جوانيتا شولتز وميغان دي بير بمجموعتين مقابل مجموعة واحدة (21-14) ، (16-21) ، (21-19)  |
| 2017  | بطولة زامبيا الدولية للريشة الطائرة للشباب       | زامبيا                        | منافسات فردي الفتيات   | المركز الأول (الميدالية الذهبية)    | فازت في المباراة النهائية على اللاعبة المصرية جانا أشرف بمجموعتين مقابل مجموعة واحدة (21-15) ، (14-21) ، (21-17)                                                         |
| 2017  | بطولة زامبيا الدولية للريشة الطائرة للشباب       | زامبيا                        | منافسات زوجي الفتيات   | المركز الأول (الميدالية الذهبية)    | فازت برفقة زميلتها ليندا مازري في المباراة النهائية على اللاعبتين الموريشيتين سينديلا مورات وشانيا ليونغ بمجموعتين مقابل لا شيء (21-16) ، (21-14)                        |
| 2017  | بطولة الجزائر الدولية للريشة الطائرة للشباب      | الجزائر العاصمة، الجزائر      | منافسات فردي الفتيات   | المركز الثاني (الميدالية الفضية)    | خسرت في المباراة النهائية أمام اللاعبة التشيكية فيرونيكا دوبياسوفا بمجموعتين مقابل لا شيء (16-21) ، (12-21)                                                              |
| 2017  | بطولة الجزائر الدولية للريشة الطائرة للشباب      | الجزائر العاصمة، الجزائر      | منافسات زوجي الفتيات   | المركز الأول (الميدالية الذهبية)    | فازت برفقة زميلتها ليندا مازري في المباراة النهائية على اللاعبتين المصريتين ملك باسم صبحي إبراهيم ونور أحمد يوسف بمجموعتين مقابل لا شيء (21-18) ، (21-9)                 |
| 2017  | بطولة مصر الدولية للريشة الطائرة للشباب          | القاهرة، مصر                  | منافسات فردي الفتيات   | المركز الأول (الميدالية الذهبية)    | فازت في المباراة النهائية على اللاعبة المصرية جانا أشرف بمجموعتين مقابل لا شيء (21-18) ، (21-12)                                                                         |
| 2017  | بطولة مصر الدولية للريشة الطائرة للشباب          | القاهرة، مصر                  | منافسات زوجي الفتيات   | المركز الأول (الميدالية الذهبية)    | فازت برفقة زميلتها ليندا مازري في المباراة النهائية على اللاعبتين المصريتين جانا أشرف وإسراء محمد هاني بمجموعتين مقابل لا شيء (21-11) ، (21-11)                          |
| 2017  | بطولة موريشيوس الجولية للريشة الطائرة للشباب     | بامبوس، موريشيوس              | منافسات فردي الفتيات   | المركز الأول (الميدالية الذهبية)    | فازت في المباراة النهائية على مواطنتها ليندا مازري بمجموعتين مقابل لا شيء (21-14) ، (21-8)                                                                               |
| 2017  | بطولة موريشيوس الجولية للريشة الطائرة للشباب     | بامبوس، موريشيوس              | منافسات زوجي الفتيات   | المركز الأول (الميدالية الذهبية)    | فازت برفقة زميلتها ليندا مازري في المباراة النهائية على اللاعبتين الموريشيتين كريتيشا مونغيا وفيلينا أبيا بمجموعتين مقابل لا شيء (21-14) ، (21-9)                        |
| 2017  | بطولة ساحل العاج الدولية للريشة الطائرة للشباب   | أبيدجان، ساحل العاج           | منافسات فردي الفتيات   | المركز الأول (الميدالية الذهبية)    | فازت في المباراة النهائية على مواطنتها ليندا مازري بمجموعتين مقابل لا شيء (21-15) ، (21-9)                                                                               |
| 2017  | بطولة ساحل العاج الدولية للريشة الطائرة للشباب   | أبيدجان، ساحل العاج           | منافسات زوجي الفتيات   | المركز الأول (الميدالية الذهبية)    | فازت برفقة زميلتها ليندا مازري في المباراة النهائية على اللاعبتين الغانيتين أيرام يا ميغوبودزي وغريس أنابيل أتيباكا بمجموعتين مقابل لا شيء (21-7) ، (21-15)              |
| 2018  | بطولة دبي الدولية للريشة الطائرة للشباب          | دبي، الإمارات العربية المتحدة | منافسات فردي الفتيات   | المركز الثاني (الميدالية الفضية)    | خسرت في المباراة النهائية أمام اللاعبة الهندية تانيا هيمانت بمجموعتين مقابل لا شيء (8-21) و(11-21)                                                                       |
| 2018  | بطولة أوغندا الدولية للريشة الطائرة للشباب       | أوغندا                        | منافسات فردي الفتيات   | المركز الأول (الميدالية الذهبية)    | فازت في المباراة النهائية على مواطنتها ليندا مازري بمجموعتين مقابل مجموعة واحدة (13-21) ، (21-14) ، (21-14)                                                              |
| 2018  | بطولة أوغندا الدولية للريشة الطائرة للشباب       | أوغندا                        | منافسات زوجي الفتيات   | المركز الأول (الميدالية الذهبية)    | فازت برفقة زميلتها ليندا مازري في المباراة النهائية على اللاعبتين الأوغنديتين حسينة كوبوغابي وتريسي نالووزا بمجموعتين مقابل لا شيء (21-11) ، (21-13)                     |
| 2018  | بطولة أفريقيا للريشة الطائرة                     | الجزائر العاصمة، الجزائر      | منافسات زوجي السيدات   | المركز الثالث (الميدالية البرونزية) | خسرت برفقة زميلتها ليندا مازري في المباراة النهائية أمام اللاعبتين السيشليتين آليسين كاميل وجولييت آه وان بمجموعتين مقابل لا شيء (16-21) ، (21-19)                       |
| 2018  | دورة الألعاب الإفريقية للشباب                    | الجزائر العاصمة، الجزائر      | منافسات فردي الفتيات   | المركز الأول (الميدالية الذهبية)    | فازت في المباراة النهائية على مواطنتها ليندا مازري بمجموعتين مقابل لا شيء (21-15) ، (21-12)                                                                              |
| 2018  | دورة الألعاب الإفريقية للشباب                    | الجزائر العاصمة، الجزائر      | منافسات زوجي الفتيات   | المركز الأول (الميدالية الذهبية)    | فازت برفقة زميلتها ليندا مازري في المباراة النهائية على اللاعبتين الموريشيتين جيميما ليونغ فور سانغ وغانيشا مونغراه بمجموعتين مقابل لا شيء (21-17) ، (21-17)             |
| 2018  | دورة الألعاب الإفريقية للشباب                    | الجزائر العاصمة، الجزائر      | منافسات فرق الفتيات    | المركز الأول (الميدالية الذهبية)    | |
| 2018  | بطولة الجزائر الدولية للريشة الطائرة             | الجزائر العاصمة، الجزائر      | منافسات فردي السيدات   | المركز الأول (الميدالية الذهبية)    | فازت في المباراة النهائية على مواطنتها ليندا مازري بمجموعتين مقابل لا شيء (21-9) ، (21-12)                                                                               |
| 2018  | بطولة الجزائر الدولية للريشة الطائرة             | الجزائر العاصمة، الجزائر      | منافسات زوجي السيدات   | المركز الثاني (الميدالية الفضية)    | خسرت برفقة زميلتها ليندا مازري في المباراة النهائية أمام اللاعبتين المصريتين ضحى هاني وهادية حسني بمجموعتين مقابل لا شيء (21-17) ، (21-17)                               |
| 2019  | دورة الألعاب الأفريقية                           | الرباط، المغرب                | منافسات الفرق المختلطة | المركز الثاني (الميدالية الفضية)    | |
| 2021  | كأس العرب للريشة الطائرة                         | مدينة حمد، البحرين            | منافسات فردي السيدات   | المركز الثاني (الميدالية الفضية)    | خسرت المباراة النهائية أمام اللاعبة الأردنية دموع عمرو |
| 2021  | كأس العرب للريشة الطائرة                         | مدينة حمد، البحرين            | منافسات زوجي السيدات   | المركز الثاني (الميدالية الفضية)    | فازت برفقة زميلتها ملاك بعدما خسرتا في المباراة النهائية أمام اللاعبتين الأردنيتين دموع عمرو ومرح عمر                                                                    |
| 2021  | كأس العرب للريشة الطائرة                         | مدينة حمد، البحرين            | منافسات الزوجي المختلط | المركز الثالث (الميدالية البرونزية) | فازت بالمركز الثالث برفقة زميلها كوسيلا معماري |
| 2022  | دورة ألعاب البحر الأبيض المتوسط                  | وهران، الجزائر                | منافسات فردي السيدات   | لم تتأهل                            | خرجت من الدور ثمن النهائي بعدما خسرت امام اللاعبة الايطالية ياسمين حمزة بمجموعتين مقابل لا شيء (21-11) و(21-15)                                                          |
| 2023  | دورة الألعاب العربية                             | الجزائر العاصمة، الجزائر      | منافسات زوجي السيدات   | المركز الثاني (الميدالية الفضية)    | خسرت في المباراة النهائية برفقة زميلتها تانينا معمري امام اللاعبتين الجزائريتين ليندا مازري وياسمينة شيباح                                                               |
| 2023  | دورة الألعاب العربية                             | الجزائر العاصمة، الجزائر      | منافسات الزوجي المختلط | المركز الثالث (الميدالية البرونزية) | خسرت برفقة زميلها محمد عبد العزيز أوشفون |